# Ляо Пин
Ляо Пин (кит. 廖平, пиньинь Liáo Píng, в транскрипции Уэйда-Джайлза Liao P’ing, 29 марта 1852 — 5 июня 1932) — китайский философ-конфуцианец поздней эпохи Цин.
Родом из бедной семьи сычуаньского торговца чаем, при рождении получил имя Дэнтин. Первой учёной степени сюцая удостоился в 1873 году, после чего принял имя Ляо Пин («Благополучный»). На экзаменах 1876 года удостоился особой награды главы комиссии по Сычуани Чжан Чжидуна и начал карьеру каноноведа, занимаясь комментированием «Чуньцю», «Гунъян чжуани» и «Гулян чжуани». Его учителем был видный представитель «Школы новых письмен» Ван Кайюнь; тем не менее, Ляо Пин проваливался на столичных экзаменах 1880 и 1883 годов. В 1889 году Ляо Пин посетил Гуанчжоу и встречался с Кан Ювэем. Далее в том же году он был принят на службу в Пекине и в 1890 году занял второе место на дворцовых экзаменах. Далее занял место учителя в префектуре Лунъань. В 1898 году основал «Шуский журнал» в Чэнду, в результате поражения движения за реформы потерял место. Далее переменил несколько мест работы, с 1907 года преподавал в Чэнду. В 1911 году сделался главным редактором «Железнодорожного ежемесячника»; после начала Синьхайской революции занимался преподавательской деятельностью в столичных учебных заведениях, куда был приглашён Лю Шипэем. В 1913 году участвовал в работе парламента Китайской республики как представитель Сычуани, но далее перебрался в Шанхай, участвовал в учреждении конфуцианской церкви в Цюйфу. В 1914 году окончательно обосновался на малой родине в Сычуани, где возглавил университет, и в 1924 году ушёл в отставку. После кончины в 1932 году удостоился некролога, написанного Чжан Бинлинем, его первую биографию составила дочь Ляо Юпин. Лю Шипэй называл его в числе самых выдающихся знатоков конфуцианского канона.
Каноноведческие сочинения Ляо Пина, общим числом более сотни, оказали сильное влияние на стиль рассуждений и аргументацию Кан Ювэя, которого Ляо Пин неоднократно обвинял в плагиате, с чем соглашался и Цянь Му. Напротив, Чжан Чжидун и Пи Сижуй считали Кан Ювэя учеником Ляо Пина. Ян Сянкуй полагал, что Ляо Пин и Кан Ювэй одновременно пришли к идее о древнем искажении смыслов конфуцианского канона и периодизации исторического процесса. Собственные теории Ляо Пина были изложены архаизированным языком и нелегки для понимания. Основные его аргументы сводились к следующим принципам:
1. «Изменение ритуала». Древние конфуцианские каноны и их комментарии отличаются от современного текста и его интерпретации.
2. «Уважение к современному и оставление древнего». Современные интерпретации учения Конфуция ближе к его истинному наследию, чем древние и средневековые комментарии.
3. «Учение о Небе и человеке». Древнее конфуцианство оперировало раздельными учениями о Небе и человеке, и увлекаться ими по отдельности нельзя. Целостное понимание учения также далеко не достигнуто.

Ляо Пин утверждал, что истинное конфуцианское учение содержится в текстах «канонов современных знаков», тогда как «канон древних знаков» — результат фальсификации Лю Синя. В общем, система взглядов Ляо Пина не была систематизированной, он шесть раз публично менял убеждения и зачастую противоречил сам себе. Допускал он и прямые натяжки, например, объявив учение Цзоу Яня глобальным. Помимо философии, активно занимался историографией и исторической географией.